# Apostasia parvula
Apostasia parvula är en orkidéart som beskrevs av Rudolf Schlechter. Apostasia parvula ingår i släktet Apostasia och familjen orkidéer. Inga underarter finns listade i Catalogue of Life.